# Alkalifeldspatgranit
Alkalifeldspatgranit ist ein magmatisches Alkaligestein, das der Granitgruppe (Granitoide) angehört.

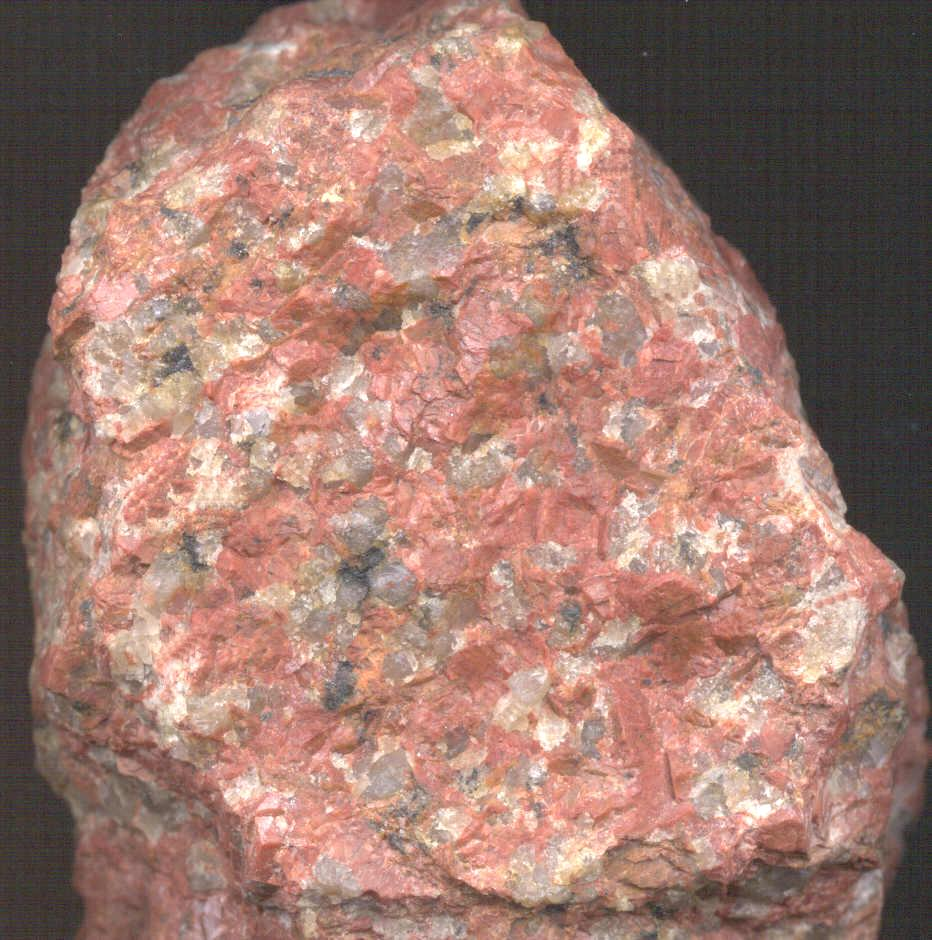
Handstück eines Alkalifeldspatgranits mit rotem Kalifeldspat

## Definition

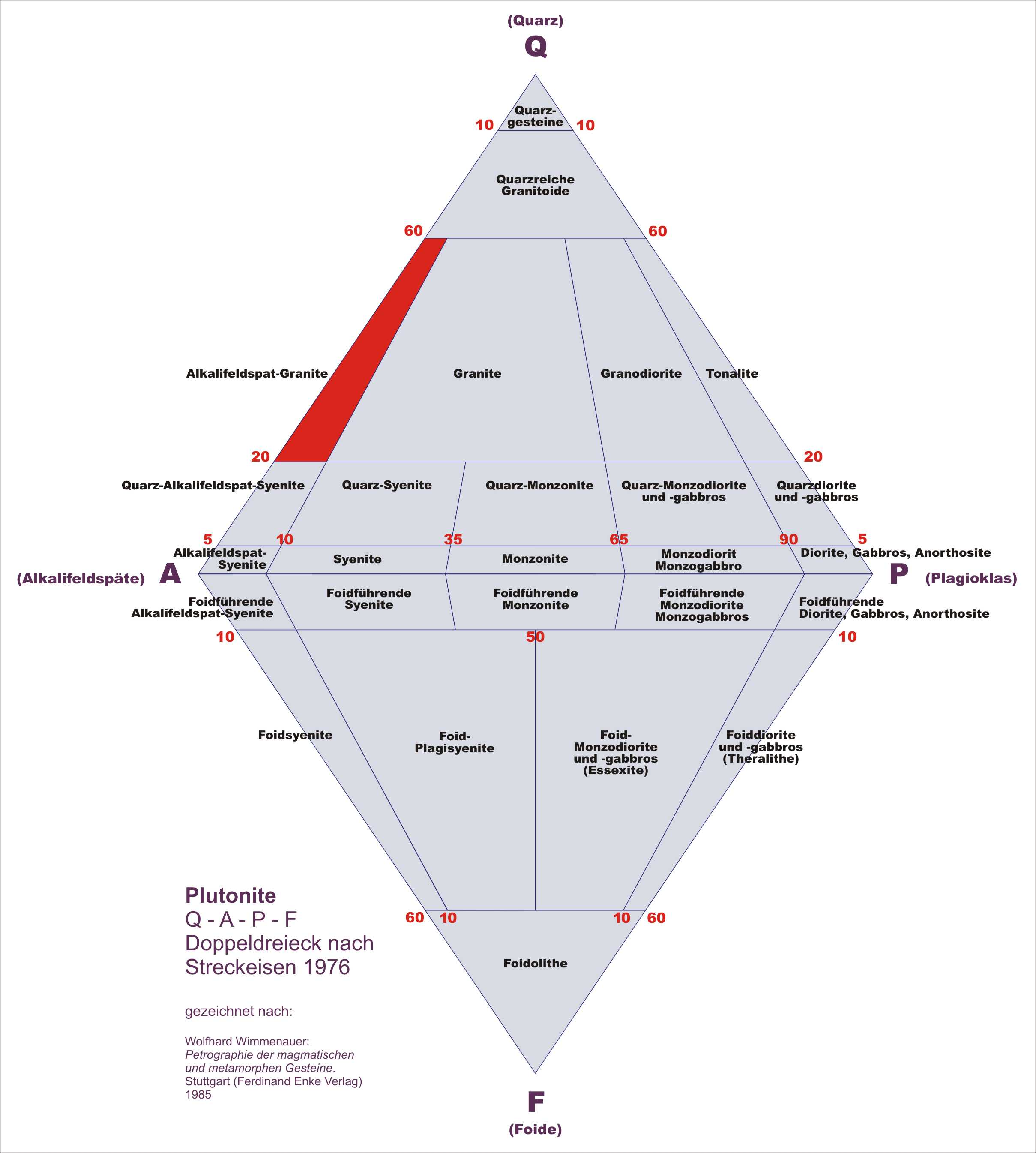
Position der Alkaligranite im QAPF-Diagramm

Ausschlaggebend für die petrologische Definition von Alkalifeldspatgranit ist der Gemengteil an Plagioklas, der nicht mehr als 10 Volumenprozent betragen darf. Dabei ist zu beachten, dass der Anteil des Plagioklases Albit dem Alkalifeldspat zugerechnet wird. Der Quarzgehalt kann zwischen 20 und 60 Volumenprozent schwanken. Gemäß Albert Streckeisen (1973) liegen Alkalifeldspatgranite somit im QAPF-Feld 2.

## Mineralbestand
Der Alkalifeldspatgranit besitzt von allen Plutoniten den höchsten SiO2-Gehalt. Alkalifeldspäte (daher auch der Name des Gesteins) und Quarz sind die dominierenden Bestandteile. Während die Alkalifeldspäte 90 bis 100 Prozent aller Feldspäte ausmachen, sind Plagioklase meist mit weniger als 10 Prozent beteiligt, und oft fehlen sie vollständig. Andererseits existieren Alkalifeldspatgranite mit Gehalten von bis zu 40 Prozent Albit, dem formell zu den Plagioklasen gezählten Feldspatmineral, das gleichzeitig das natriumreichste in der Mischungsreihe der Alkalifeldspäte ist. In geringeren Mengen kommen noch Glimmerminerale, meist Biotit und Muskovit vor. Der Gehalt anderer Minerale, wie Hornblende, Andalusit, Granat, Cordierit und Sillimanit, ist im Allgemeinen sehr gering.
Sollte das Gestein mehr als 20 Volumenprozent dunkler, melanokrater Minerale enthalten, wird dies durch die Vorsilbe Mela- angedeutet: Mela-Alkalifeldspatgranit.

## Varietäten

### Alkaligranit
Der Begriff Alkaligranit wurde zum ersten Mal 1896 von Karl Heinrich Rosenbusch in die Fachliteratur eingeführt. Er bezeichnet einen peralkalischen Granit, der Alkaliamphibol und Alkalipyroxen führt. Eine synonyme Handhabung dieses Gesteinsnamens mit Alkalifeldspatgranit sollte laut IUGS jedoch vermieden werden.

### Alaskit
Alaskite sind leukokrate Alkalifeldspatgranite, in denen fast ausschließlich helle Minerale wie Quarz und Alkalifeldspat vorkommen.

### Luxullianit

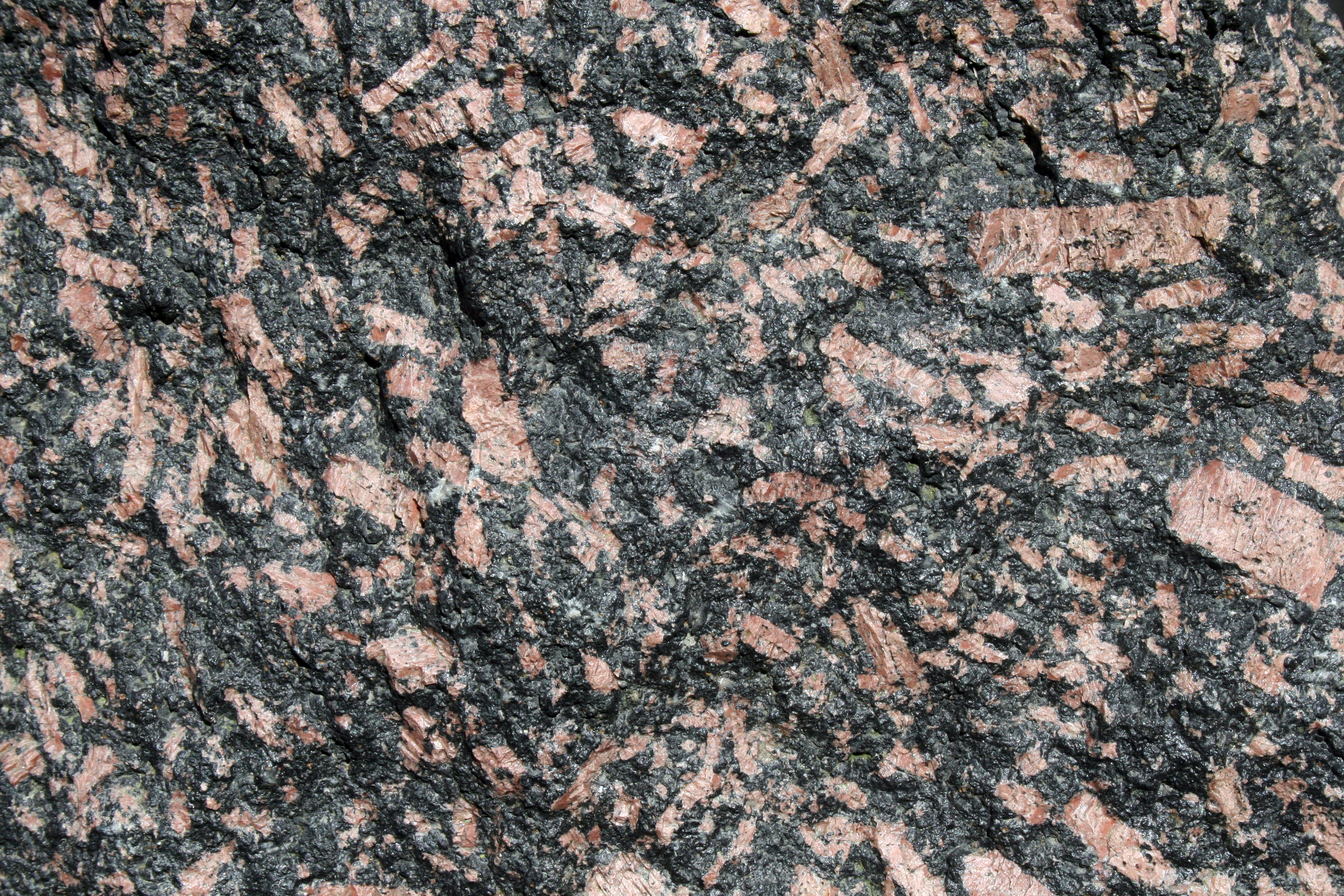
Luxullianit vom St-Austell-Granit, Cornwall

Treten Turmalinsonnen in Alkalifeldspatgraniten auf, so wird von einem Luxullianit gesprochen.

### Tarantulit
Bei einem Anteil von mehr als 50 Prozent Quarz in Alkalifeldspatgraniten wird das Gestein als Tarantulit bezeichnet.

## Entstehung und Vorkommen

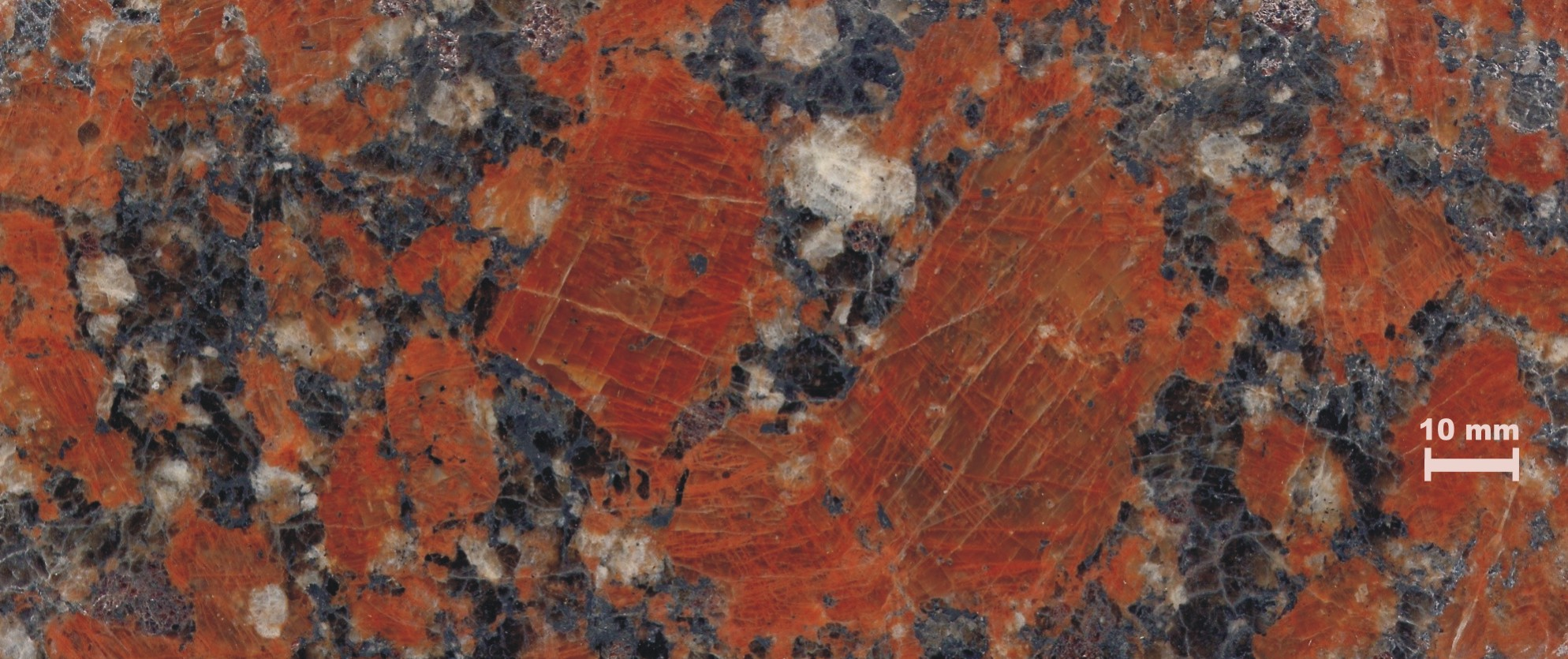
Kapustino, ein Alkalifeldspatgranit aus der Ukraine

Die Entstehungsbedingungen und die Verbreitung ähneln weitgehend denen der Granite, jedoch bilden sich Alkalifeldspatgranite aus extrem sauren (kieselsäurereichen) Magmen und sind daher deutlich seltener anzutreffen als plagioklashaltige Granite. Oft sind sie mit Graniten vergesellschaftet und finden sich in Granitkörpern (Plutonen) vor allem in deren Rand- und Dachbereichen. Alkalifeldspatgranite kristallisieren gewöhnlich nach Graniten aus, wenn das verbliebene Magma bereits an basischeren Komponenten verarmt ist. Alkalifeldspatgranite zeigen oft Übergange zu Pegmatiten.
In Europa finden sich die wichtigsten abbaubaren Vorkommen von Alkalifeldspatgraniten in Skandinavien.

## Gesteinsbeschreibung
Die Alkalifeldspatgranite sind fein- bis grobkörnig. Sie unterscheiden sich in ihrer Korngröße nicht vom Granit. Die Farbe der Alkalifeldspatgranite richtet sich für gewöhnlich nach der der Kalifeldspäte. Meistens finden sich rötliche Töne, die bis zu kräftig fleischroten Farben reichen können. Aber auch helle, fast weiß wirkende Alkalifeldspatgranite kommen vor. Die Rotfärbung wird durch Hämatit verursacht.

## Verwendung

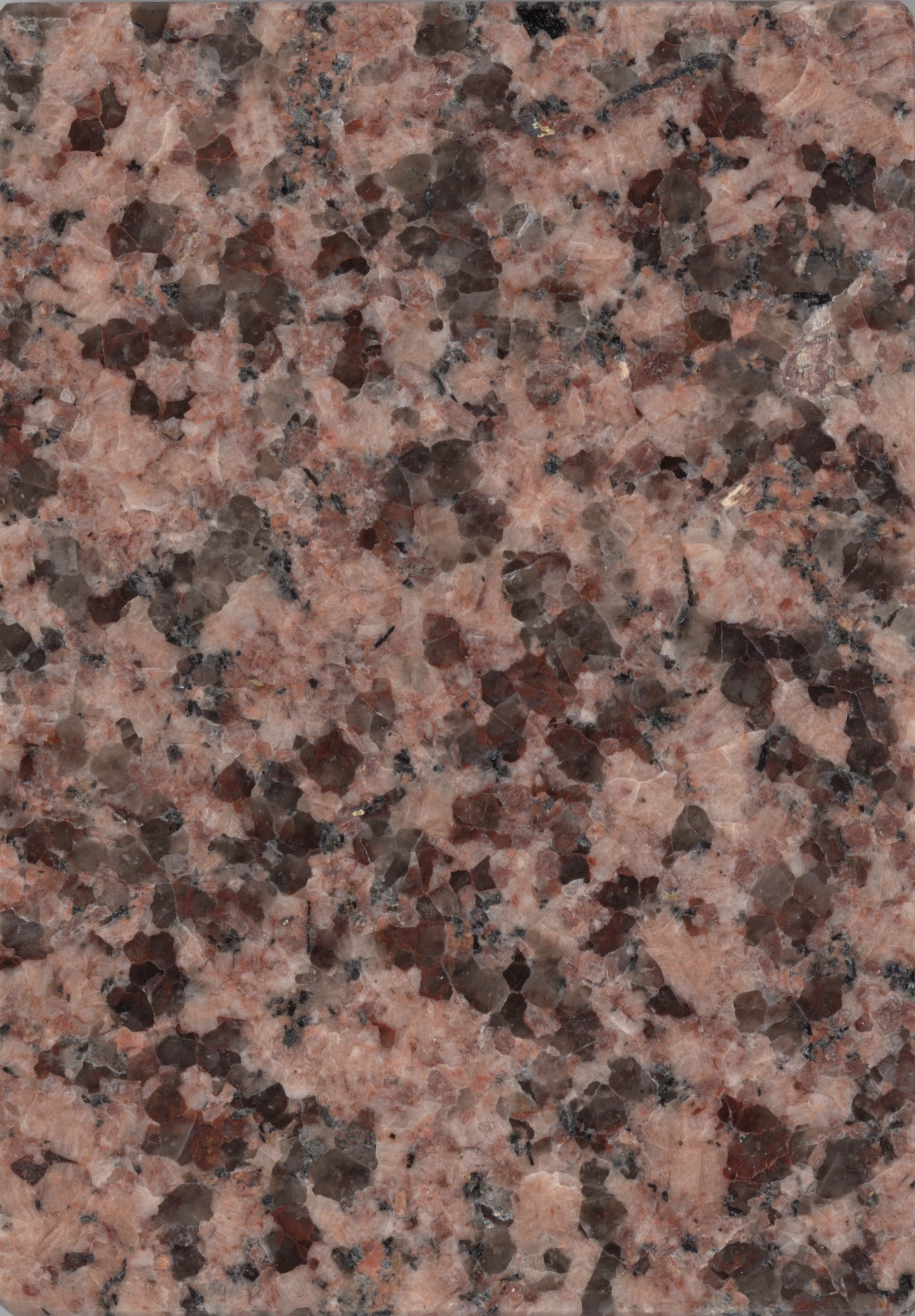
Meißner Granit

Verwendung finden die Alkalifeldspatgranite wegen ihrer hohen Widerstandskraft, Härte und Wetterfestigkeit und wegen ihrer guten Schleif- und Polierbarkeit im Bauwesen. Sie werden als Außenwandbekleidung, Treppen- und Bodenbeläge, Fensterbänke, Tischplatten, Küchenarbeitsplatten und Waschtische verbaut. Sie finden des Weiteren in der Granit-Bildhauerei, sofern sie fein- bis mittelkörnig sind, Verwendung.
Alkalifeldspatgranite sind wegen ihrer oft kräftigen und einheitlichen Färbung begehrte Bau- und Dekorationssteine. Ähnlich dem Granodiorit wird der Alkalifeldspatgranit in der Umgangssprache meist als Granit bezeichnet.

## Natursteinstypen
Eine Auswahl:
- Balmoral Fein und Balmoral Grob, Vehmaa in Finnland
- Tranås Rubin, Gotland in Schweden
- Meißner Granit, Meißen in Sachsen
- Gotenrot, bei Uppsala in Schweden